# Song Guangzong
Guangzong (1147 – 1200), né Zhao Dun, est le douzième empereur de la dynastie Song, et le troisième des Song du Sud. Il règne de 1189 à 1194.